# Ophiactis kroeyeri
Ophiactis kroeyeri är en ormstjärneart som beskrevs av Christian Frederik Lütken 1856. Ophiactis kroeyeri ingår i släktet Ophiactis och familjen bandormstjärnor. Inga underarter finns listade i Catalogue of Life.